# Oleksii Reznikov
Oleksii Yuriyovych Reznikov (em ucraniano:  Олексій Юрійович Резніков; Lviv, 18 de junho de 1966) é um advogado e político ucraniano que foi Ministro da Defesa da Ucrânia. de 4 de Novembro de 2021 até 5 de setembro de 2023. Reznikov anteriormente atuou em vários outros cargos no governo da Ucrânia. Reznikov também atuou como chefe da delegação nacional da Ucrânia no Congresso de Autoridades Locais e Regionais do Conselho da Europa de 2015 a 2016, e foi escolhido pelo presidente Volodymyr Zelensky em 5 de maio de 2020 para representar a Ucrânia no subgrupo político de trabalho no Grupo de Contato Trilateral sobre um acordo para a guerra em Donbas.

## Carreira política
Reznikov atuou em vários cargos, inclusive como chefe da delegação nacional da Ucrânia no Congresso de Poderes Locais e Regionais do Conselho da Europa de 2015 a 2016. Depois atuou como vice-presidente do Conselho Anticorrupção. Ao mesmo tempo, manteve-se no governo tornando-se membro da Equipe de Reforma para a Descentralização do Ministério do Desenvolvimento das Comunidades e Territórios.

Em 3 de novembro de 2021, após sua demissão do cargo de Ministro da Reintegração dos Territórios Ocupados Temporariamente da Ucrânia ele foi nomeado Ministro da Defesa.

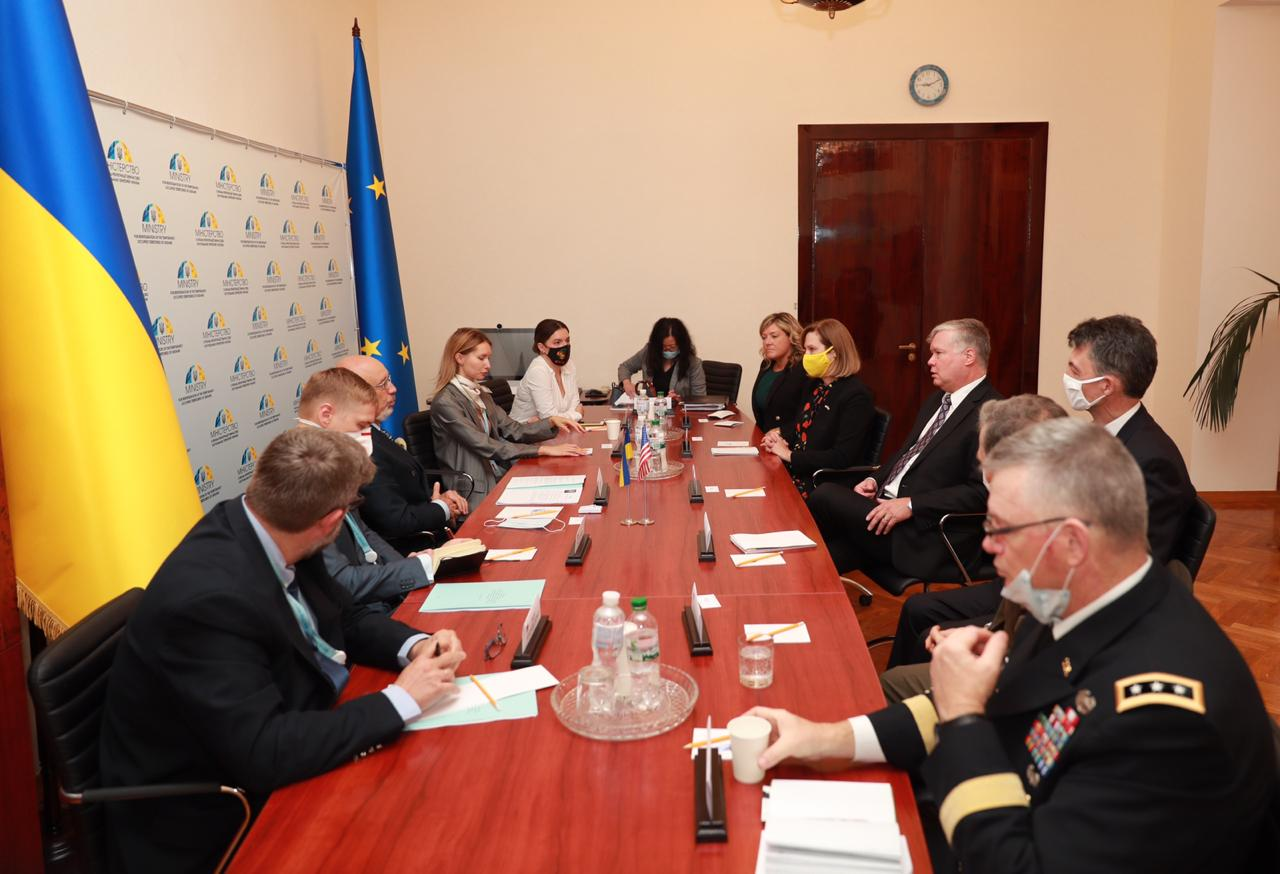
Reznikov se encontra com o vice-secretário de Estado dos EUA, Stephen Biegun, em Kiev, em 26 de agosto de 2020

### Ministro da Defesa
Os Estados Unidos estimaram em dezembro de 2021 que a Rússia poderia reunir 175.000 soldados para invadir a Ucrânia. Reznikov disse que "temos 250 mil militares... membros do nosso exército. Além disso, eu disse 400 mil veteranos e 200 mil reservistas. 175 mil soldados não são suficientes para tomar à Ucrânia." Reznikov disse que a Rússia poderia lançar um ataque em larga escala à Ucrânia no final de janeiro de 2022. Em dezembro de 2021, ele acusou a Alemanha de vetar a compra de rifles antidrones e sistemas anti-sniper pela Ucrânia por meio da OTAN.
Em 25 de janeiro de 2022, Reznikov disse que não via ameaça de uma invasão russa em larga escala da Ucrânia.

#### Invasão da Ucrânia pela Rússia em 2022
Em 26 de fevereiro de 2022, dois dias após a Rússia invadir a Ucrânia, Reznikov teve uma conversa com seu homólogo bielorrusso, Viktor Khrenin, que, em nome do ministro da defesa da Rússia, Serguei Choigu, ofereceu parar a invasão se a Ucrânia se rendesse. Reznikov respondeu que está "pronto para aceitar a rendição do lado russo".
Em fevereiro de 2023, o líder do partido político ucraniano Servo do Povo, Davyd Arakhamia, declarou que Reznikov seria substituído por Kyrylo Budanov como ministro da defesa. No entanto, essa mudança não ocorreu.
Em 5 de março de 2023, Reznikov afirmou que os russos estavam perdendo cerca de 500 homens em ação todos os dias lutando por Bakhmut, dizendo que os soldados russos eram apenas "bucha de canhão" nas "táticas moedoras de carne" do Kremlin.
Em maio de 2023, ele instou os báxires étnicos da república russa de Bascortostão a não participarem da guerra contra a Ucrânia, dizendo que "milhares de homens bashkires morreram ou ficaram incapacitados" por causa das ambições imperiais de Putin. Ele disse que quando serviu na Força Aérea Soviética, um bashkir era um de seus amigos mais próximos.
Em junho de 2023, ele disse que a Ucrânia estava disposta a aceitar a China como mediadora em negociações de paz entre Rússia e Ucrânia, desde que Pequim pudesse convencer a Rússia a se retirar de todos os territórios que ocupou. Segundo Reznikov, parece que a China pode influenciar a Rússia. Reznikov afirmou que os planos de paz apresentados pela China, Brasil ou Indonésia são tentativas de mediação em nome da Rússia, dizendo que "todos eles atualmente querem ser mediadores do lado da Rússia. É por isso que esse tipo de mediação atualmente não nos serve, pois eles não são imparciais".
Em 6 de julho de 2023, o presidente dos Estados Unidos, Joe Biden, autorizou o fornecimento de munições de fragmentação à Ucrânia em apoio a uma contraofensiva ucraniana contra as forças russas no sudeste da Ucrânia ocupado pela Rússia. Reznikov acolheu a decisão e disse que "quando recebemos sistemas de artilharia de 155 milímetros em maio de 2022, isso se tornou um fator decisivo. Em julho, recebemos diferentes tipos de sistemas de lançamento de foguetes de múltiplas plataformas, que se tornaram o próximo fator decisivo... E eu espero que munições de fragmentação se tornem o próximo fator decisivo como armamento ou munição para a libertação de nossos territórios temporariamente ocupados."